# Associazione Calcio Nocerina 1975-1976
Questa pagina raccoglie le informazioni riguardanti l'Associazione Calcio Nocerina nelle competizioni ufficiali della stagione 1975-1976.

## Rosa
| N. |                   | Ruolo | Calciatore         |
| -- | ----------------- | ----- | ------------------ |
|    | Italia (bandiera) | C     | Antonio Albano     |
|    | Italia (bandiera) | A     | Lando Bertagna     |
|    | Italia (bandiera) | C     | Carmelo Cassarino  |
|    | Italia (bandiera) | C     | Roberto Chiancone  |
|    | Italia (bandiera) | C     | Renzo Corni        |
|    | Italia (bandiera) | P     | Graziano De Luca   |
|    | Italia (bandiera) | C     | Raimondo De Simone |
|    | Italia (bandiera) | A     | Luigi Falanga      |
|    | Italia (bandiera) | D     | Dino Gobbi         |
|    | Italia (bandiera) | C     | Nicola Labrocca    |
|    | Italia (bandiera) | C     | Massimo Lupini     |
|    | Italia (bandiera) | D     | Gaetano Manzi      |

| N. |                   | Ruolo | Calciatore        |
| -- | ----------------- | ----- | ----------------- |
|    | Italia (bandiera) | P     | Massimo Mapelli   |
|    | Italia (bandiera) | D     | Stefano Marcucci  |
|    | Italia (bandiera) |       | Mastropaolo       |
|    | Italia (bandiera) | C     | Antonio Moccia    |
|    | Italia (bandiera) | D     | Massimo Morgia    |
|    | Italia (bandiera) | A     | Massimo Nobile    |
|    | Italia (bandiera) | D     | Gino Pigozzi      |
|    | Italia (bandiera) | C     | Giuseppe Prete    |
|    | Italia (bandiera) | C     | Giuseppe Scarpa   |
|    | Italia (bandiera) | C     | Alfredo Spada     |
|    | Italia (bandiera) | C     | Ermenegildo Valle |